# 설정 (윈도우)
윈도우 설정(이전 PC 설정)은 마이크로소프트 윈도우의 구성 요소이다. 사용자는 사용자 기본 설정을 조정하고 운영 체제를 구성하고 연결된 장치를 관리할 수 있다. 마이크로소프트는 윈도우 서버 2012와 윈도우 8에 설정을 도입하였으며, 처음에는 윈도우 제어판을 대체하기 위해 고안되었다.

## 개요
설정 앱에서 Windows 제어판의 기능 중 극히 일부만 노출되었다. 그러나 시간이 지남에 따라 윈도우 업데이트(제어판에서 제거됨)와 윈도우 헬로(제어판에 추가되지 않음)의 유일한 사용자 인터페이스이자 제어 지점이 되었다. 이 앱은 윈도우 XP 이후 제어판이 그랬던 것처럼 기능별로 설정을 분류한다. 그러나 제어판과 달리 사용 가능한 모든 설정의 대부분이 상황에 따라 임의적으로 앱 창을 공격하는 통합 모드를 제공하지 않는다.
Windows Settings(윈도우 설정) 앱은 UWP 앱으로, C:\Windows\ImmersiveControlPanel 경로이다. UWP 앱의 서비스를 담당하는 Windows 구성 요소도 이 앱과 함께 작동하지만 이를 Windows.ImmersiveControlPanel라고 한다.

## 역사
윈도우 서버 2012와 윈도우 8은 2012년 8월 1일 마이크로소프트가 제조사에 공개한 윈도우 설정 앱이다. 그 이전에는 Windows 사용자가 운영 체제를 구성하기 위해 Windows 제어판을 사용해야 했지만 설정 앱이 그렇게 포괄적이지 않았기 때문에 여전히 사용하고 있다. 마이크로소프트는 설정이 결국 제어판을 대체할 것이라고 주장했지만, 9년 후 (2021년 8월 기준) 그러한 일은 일어나지 않았다.

### 1세대: PC 설정
PC 설정이라는 이름의 1세대 앱은 윈도우 8, 윈도우 서버 2012, 윈도우 8.1, 윈도우 서버 2012 R2에 포함되었다.
윈도우 8에서 PC 설정 앱은 터치스크린 장치에 사용하기 위해 최적화된 단순화된 영역으로 설계되었다. 제어판 기능의 일부를 2개 패널 전체 화면 인터페이스에 표시한다. 계정 추가 및 사용자 사진 변경은 이 앱에서만 가능하다. 윈도우 8.1은 이 구성 요소를 개선하여 이전에 제어판에만 국한되었던 옵션을 더 많이 포함시키고 더 많은 구성과 재설계를 제공하였다. 또한 사용자가 제어판을 열고 추가 옵션에 액세스할 수 있도록 왼쪽 창 아래에 작은 "제어판" 링크를 추가했다.
나열된 범주는 다음과 같다.
- PC 및 장치
- 계정
- 원 드라이브
- 검색 및 앱
- 사생활
- 네트워크
- 시간과 언어
- 접근성
- 업데이트 및 복구 (Windows가 활성화되지 않은 경우에만 해당)
- Windows 정품 인증

### 2세대: 설정
이 앱의 2세대인 "설정"은 윈도우 10의 모든 릴리스(윈도우 10 모바일 에디션 포함),, 윈도우 서버 2016, 2019, 2022에 포함되었다. 여기에는 이전에 데스크톱 제어판에 독점적이었던 추가 옵션이 포함되어 있다. 윈도우 10 이전 제어판에 속했던 Windows Update는 이제 설정에만 속한다. 최신 버전에는 다음 범주가 포함되어 있다.
- 시스템.
- 장치들
- 전화(1709년 버전에서 도입됨)
- 네트워크 및 인터넷
- 개인화
- 앱(버전 1703에서 소개됨)
- 계정
- 시간과 언어
- 게이밍(버전 1607에서 도입)
- 접근성
- 서치
- Cortana(버전 1703에서 도입, 버전 20H1에서 제거)
- 사생활
- 업데이트 및 보안
- 혼합 현실(버전 1703에서 소개됨. 최소 홀로렌즈 요구 사항을 충족하는 장치가 PC에 연결된 경우에만 표시됨)[8]

대부분의 범주가 이름이 말하는 것을 제공하지만 "업데이트 & 보안" 범주는 업데이트, 전송 최적화, 백업, 문제 해결, 복구, 활성화, 분실된 장치 찾기, 개발자 모드 및 Windows Insider 프로그램을 포함하여 느슨하게 관련된 항목들의 혼합을 포함한다. 이름이 말하는 것과 달리 운영 체제의 보안 관련 기능을 변경할 수 없다.
윈도우 서버 2022는 앱의 일부 시각적 요소를 업데이트하지만 윈도우 11 버전만큼 광범위하게 업데이트하지는 않는다.

### 3세대
윈도우 11에서 이 앱은 플루언트 디자인 시스템을 따라 새로운 레이아웃, 더 나은 투명도, 그리고 새로워진 아이콘으로 중요한 시각적 재설계를 거쳤다. 지속적인 탐색 사이드바도 추가되어 앱 내의 다양한 설정 그룹에 연결된다.
윈도우 11 설정 앱에는 다음과 같은 범주가 포함되어 있다.
- 시스템
- 블루투스 & 장치
- 네트워크 및 인터넷
- 개인화
- 앱
- 계정
- 시간 & 언어
- 게임
- 접근성
- 개인 정보 보호 및 보안
- Windows 업데이트